# ميغيل فيلا أوباك
ميغيل فيلا أوباك (بالإسبانية: Miguel Vila Ubach، ولد في 1972) فارس إسباني.
حصل على الميدالية الذهبية في بطولة العالم لفروسية القدرة والتحمل عام 2006، كما حاز على الميدالية الذهبية في بطولة أوروبا لفروسية القدرة والتحمل عام 1999.

## إنجازاته

### بطولة العالم لفروسية القدرة والتحمل
- 1994 لاهاي  هولندا:  ميدالية فضية في سباق القدرة والتحمل الفرقية (Endurance riding).
- 2006 آخن  ألمانيا:  ميدالية ذهبية في سباق القدرة والتحمل الفردي (Endurance riding).

### بطولة أوروبا لفروسية القدرة والتحمل
- 1999 أسيزي  البرتغال:  ميدالية ذهبية في سباق القدرة والتحمل الفردي (Endurance riding).